# هاري إل. فرازير
هاري إل. فرازير (بالإنجليزية: Harry L. Fraser)‏ هو كاتب سيناريو ومخرج أمريكي، ولد في 31 مارس 1889 في سان فرانسيسكو في الولايات المتحدة، وتوفي في 8 أبريل 1974 في بومونا في الولايات المتحدة.

## وصلات خارجية
- هاري إل. فرازير على موقع IMDb (الإنجليزية)
- هاري إل. فرازير على موقع ألو سيني (الفرنسية)
- هاري إل. فرازير على موقع تيرنر كلاسيك موفيز (الإنجليزية)
- هاري إل. فرازير على موقع أول موفي (الإنجليزية)
- هاري إل. فرازير على موقع قاعدة بيانات الأفلام السويدية (السويدية)
- هاري إل. فرازير على موقع قاعدة بيانات الفيلم (الإنجليزية)
- هاري إل. فرازير على موقع كينوبويسك (الروسية)